# Miquèu Camelat
Miquèu Camelat (Arrens, Alts Pirineus, 26 de gener de 1871 - Tarba, Alts Pirineus, 1962) fou un escriptor occità, en la varietat gascona. Fou un dels escriptors més prestigiosos de Gascunya arran de la seua obra mestra: Belina. Era fill d'un sabater i en acabar l'educació secundària en el petit seminari de Saint-Pé-de-Bigorre, rebutja la idea d'ordenar-se sacerdot i torna a casa el 1887, on es dedica en cos i ànima al gascó i a la seva literatura. Aleshores coneix l'obra del Felibritge i rebrà una forta influència de l'obra de Frederic Mistral.
En 1890 fou guardonat amb un primer premi de poesia en la Felibrejada de Tarba i coneix Simin Palay, amb qui edita en 1893 el Armanac Gascoun. Decideix llavors abandonar el gascó lavedanès del seu poble i començar a conrear el bearnès, la qual cosa li permetrà ser llegit a tota Gascunya. En 1896, participa en la fundació de l'Escole Gastoû Febus, regida pel Felibritge gascó, i també la seva revista Reclams de Biarn e Gascounhe en 1897. En aquest mateix any es casa amb Caterina Augé i s'instal·la definitivament a Arrens, on exercirà d'alcalde del 1900 al 1904. La parella tindrà quatre fills, dos dels quals moriran de petits. Des de 1910 fins a 1914 dirigí la publicació bimensual popular gascona La Bouts de la Terre, amb una línia més autonomista que Reclams...
Després d'haver estat cridat a files durant la Primera Guerra Mundial, entaula amistat amb el poeta Andreu Pic. Morí el 19 de novembre de 1962, als 91 anys, a casa de la seva filla, a Tarba

## Obres
- L'espiga aus dits (1934)
- Lola (1924)
- Belina (1890)
- Mourte e Bibe (1930)
- Gastou Febus (1936)
- Et piu-piu dera ma laguta (1895)
- Griset nouste(1911)
- Roubi lou sounadou
- A l'aygue douce nou-b hidet